# L'amour s'en va-t-en guerre
Pour plus de détails, voir Fiche technique et Distribution.
L'amour s'en va-t-en guerre (Keep Your Powder Dry) est un film américain réalisé par Edward Buzzell, sorti en 1945.

## Synopsis
Une starlette s'engage dans le corps d'armée américain pour tenter de racheter son image mais sans réel désir de soutenir les combattants.
Une fois au camp elle fait la rencontre d'une jeune femme issue d'une famille de militaires.
S'ensuivra une rivalité lors de la formation.

## Fiche technique
- Titre français : L'amour s'en va-t-en guerre[1]
- Titre original : Keep Your Powder Dry
- Réalisation : Edward Buzzell
- Scénario : Mary C. McCall Jr. et George Bruce
- Production : George Haight
- Société de production : MGM
- Musique : David Snell
- Image : Ray June
- Montage : Frank E. Hull
- Direction artistique : Cedric Gibbons, Leonid Vasian et Stephen Goosson (non crédité)
- Décorateur de plateau : Edwin B. Willis
- Costumes : Irene et Marion Herwood Keyes
- Pays : États-Unis
- Langue : anglais
- Durée : 93 minutes
- Genre : Drame de guerre
- Format : Noir et blanc - Son : Mono (Western Electric Sound System)
- Date de sortie :
  - États-Unis : 8 mars 1945 première à Washington
  - France : 22 août 1953

## Distribution
- Lana Turner : Valerie 'Val' Parks
- Laraine Day : Leigh 'Napoleon' Rand
- Susan Peters : Ann 'Annie' Darrison
- Agnes Moorehead : Lieutenant Coonel Spottiswoode
- Bill Johnson : Capitaine Bill Barclay
- Natalie Schafer : Harriet Corwin
- Lee Patrick : Gladys Hopkins
- Jess Barker : Junior Vanderheusen
- June Lockhart : Sarah Swanson
- Marta Linden : Capitaine Sanders
- Tim Murdock : Capitaine Joseph Mannering
- Henry O'Neill : Major Général Lee Rand
- Mary Lord : WAC Mary
- Sondra Rodgers : WAC Hodgekiss
- Marjorie Davies : WAC Polhemus
- Rex Evans : Marco Cummings
- Pierre Watkin : M. Avery Lorrison
- Shirley Patterson : WAC Brooks
- Michael Kirby : Capitaine John 'Johnny' Harrison
- Elizabeth Russell (non créditée) : WAC Sergent